# 土志田征一
土志田 征一（としだ せいいち、1940年11月30日-2007年10月11日）は、日本の経済学者。

## 略歴
神奈川県茅ヶ崎市生まれ。1964年東京大学経済学部卒業、経済企画庁入庁。調査局内国調査第一課長、調査局長、総合計画局長、調整局長を経て、1997年日本経済研究センター理事長。2000年日本経済研究センター理事・研究参与。専修大学経済学部教授を務めた。

## 著書
- 『レーガノミックス 供給経済学の実験』1986 中公新書
- 『日本経済の宿題 「失った10年」を超えて』ダイヤモンド社 2001
- 『日本経済の流れが見える トレンドを読み解く技術』中央経済社 2002

### 共編著
- 『経済成長』香西泰共著 日本経済新聞社(日経文庫 経済学入門シリーズ)1981
- 『解説経済白書 昭和63年版』編 東洋経済新報社 1988
- 『解説経済白書 平成元年版』編 東洋経済新報社 1989
- 『日本経済の流れを読む』編 東洋経済新報社 1989
- 『景気の読み方』金森久雄共編 有斐閣 1991
- 『自立経済社会の構想』日本経済研究センター共編 日本経済新聞社 1999
- 『ネットワーク資本主義 アメリカ「強さ」の研究』田村秀男, 日本経済研究センター共編 日本経済新聞社 2000
- 『どうなる日本のIT革命』日本経済研究センター共編 日本経済新聞社 2000
- 『世界の明日日本の明日を読む 21世紀の政治・経済・社会のかたち』日本経済研究センター共編 日本経済新聞社 2001
- 『経済白書で読む戦後日本経済の歩み』編 2001 (有斐閣選書)
- 『検証株主資本主義』田村秀男, 日本経済研究センター共編 日経BP社 2002

### 翻訳
- ハーバート・スタイン『大統領の経済学 ルーズベルトからレーガンまで』日本経済新聞社 1985

## 論文
- <土志田征一